# Kate McCarthy
Kate McCarthy (6 mei 1995) is een wielrenster uit Nieuw-Zeeland. In 2021 kwam ze uit voor BePink
Op het Nieuw-Zeelands kampioenschap op de weg behaalde ze in 2021 de tweede plaats en brons in 2025. In het tijdrijden behaalde ze brons in 2024 en werd ze in 2020, 2021 en 2023 vierde.

## Palmares
2024
Gravel and Tar

### Kampioenschappen
| Kampioenschap   | 2019 | 2020 | 2021   | 2022 | 2023 | 2024 | 2025  |
| --------------- | ---- | ---- | ------ | ---- | ---- | ---- | ----- |
| NK tijdrijden   |      | 4e   | 4e     |      | 4e   | 3e   |       |
| NK wegwedstrijd | 25e  | 5e   | Zilver |      | 5e   | DNF  | Brons |
| OK wegwedstrijd |      |      |        |      | 6e   |      |       |